# ガンフォース
『ガンフォース』 (GUNFORCE BATTLE FIRE ENGULFED TERROR ISLAND) は、1991年にアイレムから稼働されたアーケード用アクションシューティングゲーム。
主人公のミルクマンとペーパーボウイを操作し、R国のニューロコンピュータ制御による世界征服を阻止するのを目的としている。
1992年スーパーファミコンに移植された他、アーケード版後にはWindows用ソフト『IREM Arcade Hits』（2011年）に収録された。同作は2013年にLinuxおよびOS X用ソフトとしても発売された。
後に続編として『ジオストーム』（1994年）が稼働されている。

## ストーリー
西暦2000年、R国は秘密裏に進めていたニューロコンピュータ制御による海上要塞の建設に成功した。そして、その恐るべき力は全世界に向けて解き放たれ、各国の中央コンピューターネットワークにアクセスし、データバンクを食い荒らした。次々と侵略され、支配されていく中枢コンピュータ郡の軍事指揮系統はすべてをシステムダウンさせられてなすすべもなく、12秒で侵略は終わった。新世紀の幕開けとともに、狂気にとりつかれたひとりの独裁者の手によって、世界は静かに沈黙した。
各地に潜み徹底抗戦を続けたレジスタンスも、R国の戦術バイオメカノイドによって、ことごとく鎮圧された。地球は独裁者の手に落ちたかのように見えたが、それでもネットワークの監視を逃れた地下には、反R国軍の精鋭が集結しつつあった。そのなかからサバイバル戦のプロフェッショナルである戦士がふたり選ばれ、ミルクマンとペーパーボウイというコードネームを与えられる。敵がいる眼下の魔の要塞に最後の望みをかけ、たった一度のファイナルラウンドが始まる。

## 登場兵器

### 銃火器
アイテムを持っている敵を倒して奪ったり、箱を壊して取ることで使用可能。重複した武装を取った場合は手持ちの弾が加算され、すべての武器の上限値は999発となる。手持ちの武器を使いきった場合は初期装備のサブマシンガンに戻され、アイテムを持った状態でミスした場合はアイテム1個分を物理的に落とす形となる。
サブマシンガン
最初に携帯している武器。威力に乏しいが連射力はあり、ゲーム中で唯一弾数制限がない。
オートライフル
ボタンを押したままでオート連射が可能になる。
バズーカ
一発あたりの威力は最強で、連射力もあるので目標施設破壊用に適している。汎用性が高いためメインで使っていける武器。
レーザーライフル
貫通力が高い光学兵器。射程は長いが効果範囲は狭いため、よく狙う必要がある。
フレイムスロウワー
火炎放射器。射程が短いため接近戦にならざるを得ないが、連続して敵にダメージを与えることができる。
弾数補給
現在使用している武器の弾数補給。ちなみに手持ちの武器と同じアイテムを重複して取るよりも回復量は少なく、初期装備のサブマシンガンの場合は取っても効果がない。
ボーナスポイント
＄マークのアイテムで取ることによってスコアが加算される。

### 戦闘車両
車両の近くでジャンプボタンを押すことにより乗り込み、乗った状態でもう一度押すと降りることができる。敵に体当たりもできるが乗り物ごとに耐久値が設定されており、搭乗中に破壊された場合は基本的にミスとなる。また、グラフィックが変化することにより損壊状態が確認できる。
砲台
弾数無制限の固定砲台だが、背面などは剥き出しのため直接攻撃を食らうと1ミス。
ジープ
2人乗りが可能で後部座席には弾数無制限のレーザーライフルが装着されている。プレイヤーは剥き出しのため直接敵の攻撃を食らうと1ミス。
ヘリ
前述のジープと同じ仕様。
トロッコ
ステージ2に登場。銃座有りのものと無しのもの、2タイプが存在する。
ゴンドラ
ステージ3に登場。トロッコと同じく2タイプ存在。
モーターバイク（AC版のみ）
弾数無限のミサイルランチャーを装備しているが見た目ほどの攻撃力はない。
APC（AC版のみ）
弾数無限のバズーカ砲が装備されており、耐久性が高いのと1人乗りという点を除けばジープとほぼ同じ。
戦車（SFC版では敵として最終面にのみ）
画面全体を拡散する主砲とサブマシンガンと同程度の性能を持つ砲塔から攻撃可能。耐久性はトップクラス。
ボート
海上を唯一移動できる乗り物で、演出として登場するに留まる。
パワーローダー
弾数無限のレーザーライフルを装備しており耐久性も高いが、最終ステージのボス前でしか使用できず活躍の場は少ない。

## 移植版
| No. | タイトル                  | 発売日                      | 対応機種                                             | 開発元          | 発売元                             | メディア                                       | 型式               | 備考                                                               |
| --- | ------------------------- | --------------------------- | ---------------------------------------------------- | --------------- | ---------------------------------- | ---------------------------------------------- | ------------------ | ------------------------------------------------------------------ |
| 1   | ガンフォース              | 1992年11月11日 1992年11月   | スーパーファミコン                                   | Bits Studios    | アイレム                           | 4メガビットロムカセット                        | SHVC-GU SNS-GU-USA |                                                                    |
| 2   | IREM Arcade Hits          | 2011年8月21日 2011年12月9日 | Windows                                              | DotEmu          | DotEmu                             | ダウンロード                                   | -                  |                                                                    |
| 3   | IREM Arcade Hits          | 2013年11月2日               | Windows Linux OS X                                   | Plug In Digital | Plug In Digital                    | ダウンロード (Desura)                          | -                  |                                                                    |
| 4   | アイレムコレクションVol.2 | 2024年11月28日              | Nintendo Switch PlayStation 5 PlayStation 4 Xbox One | RATALAIKA GAMES | Tozai Games ININ Games(Xbox One版) | ダウンロード Switch専用ゲームカード UHD BD-ROM | -                  | アーケード版(国内版と海外版)、スーパーファミコン版、SNES版を収録。 |

## スタッフ
スーパーファミコン版
- シナリオ：トニー・スミス
- アシスタント：デヴィッド・クイン
- グラフィック：タヒア・ラシード、マーティン・ホイーラー
- サウンド：マーティン・ホイーラー
- プロデュース：フアド・カタン
- スペシャル・サンクス：Øyvind Aasheim、アラン・バートン

## 評価
スーパーファミコン版
- ゲーム誌『ファミコン通信』の「クロスレビュー」では、5・5・5・3の合計18点（満40点）[7][3]、『ファミリーコンピュータMagazine』の読者投票による「ゲーム通信簿」での評価は以下の通りとなっており、17.89点（満30点）となっている[1]。この得点はスーパーファミコン全ソフトの中で283位（323本中、1993年時点）となっている[1]。

| 項目 | キャラクタ | 音楽 | 操作性 | 熱中度 | お買得度 | オリジナリティ | 総合  |
| 得点 | 3.11       | 2.79 | 3.16   | 3.05   | 2.79     | 3.00           | 17.89 |

- ゲーム誌『Theスーパーファミコン』の「ザ・テストプレイ」では総合評価60点（100点満点、各種ポイントの評価は以下の通り）[5]。レビュアーは「ビジュアルはAC版と遜色なく変にメカニカルな音楽も好感、2人プレイ可なのは嬉しい」、「AC版とは別物といえる移植で難易度低下したのは難しさを好んだ人もいるかもしれないがちょうどよく初心者でもプレイできる、だがプレイ感覚が違い移植版としては今一つ」、「全体的に一世代前のようでそれを払拭できておらず乗り物の乗っ取りなど演出が今一つ」、「ジャンプと攻撃の絶妙なタイミングが必要なだけにキー配置のせいで辛く感じた」、「容量が4Mなら価格（8300円）を抑えて欲しかった」、「難易度低下によって緊張感や爽快感がなく各面にメリハリがなく単調な残念なゲームだ」と、難易度に関しては肯定的な意見も見られたが、移植度、操作性、演出面、価格面などで否定的に評価している[5]。

| 項目   | グラフィックス | サウンド | ハマリ度 | ゲームバランス | お買い得度 |
| スコア | ★★             | ★★★      | ★★★      | ★★★            | ★★★        |

- 『スーパーファミコンクソゲー番付』では「ヒーロー要素皆無の主人公」、「やたら印象に残るミスした時の音声」について言及しており、さらに「大型の先頭車両に乗り込んで移動・攻撃するという大味なアクション」と否定的な意見が出されているが「バカゲーとしてはあり」とフォローされている[6]。